# Anodonta pallaryi
Anodonta pallaryi е вид мида от семейство Unionidae. Видът е критично застрашен от изчезване.

## Разпространение
Разпространен е в Мароко.

## Описание
Популацията на вида е намаляваща.